# Merelinense Futebol Clube
O Merelinense Futebol Clube é um clube português, localizado na freguesia de São Pedro de Merelim e Frossos, concelho de Braga, distrito de Braga. Atualmente atua no Campeonato de Portugal (liga). Fundado no dia 30 de setembro de 1938.

## Títulos do clube
O Merelinense Futebol Clube tem os seguintes títulos conquistados até ao momento:
AF Braga - Pró-Nacional: (2015/16)
AF Braga - Divisão de Honra: (1997/98 e 2003/04)
Taça AF Braga: (1977/78, 2013/14 e 2015/16)
AF Braga - 1ª Divisão: (1977/78, 1981/82 e 1990/91)
Supertaça AF Braga: (2014 e 2016)
Taça dos Campeões do Minho: (2015/16)

## História
O clube foi fundado a 30 de Setembro de 1938 e o seu atual presidente é António Silva. Na época de 2005-2006, a equipa de futebol de seniores participou no campeonato nacional da 3ª divisão, série A. Mas na temporada 2006-2007, essa equipa, alcançou um feito inédito nunca antes conseguido por esta formação, conseguindo assim a subida ao campeonato nacional mas desta vez da 2ª divisão. E também é de louvar que a época 2006-2007 ficou marcada para a história do clube conseguindo neste ano a subida da equipa de futsal do Merelinense e a subida da sua equipa de júnior ao escalão maior do futebol deste mesmo escalão que é a 1ªNacional, este feito conseguido este ano por a equipa de júnior já vem de há algum tempo mas nunca antes alcançado. Em 2008/2009 e depois de uma época fantástica ao comando do treinador Jorge Casquilha o Merelinense conseguiu novamente a subida à 2ª Divisão Nacional.
Na época de 2010/11 o clube fez novamente história ao chegar aos 1/4 de final da Taça de Portugal, depois de eliminar o Varzim por 1-2 na Póvoa de Varzim seria eliminado no Estádio 1º de Maio em Braga frente ao Vitória de Guimarães por 0-2.
Em 2013/14 conquistou a sua 2ª Taça da AF Braga, e a Supertaça da AF Braga de 2014.
Em 2015/2016 a equipa conquistou o primeiro lugar da Pró-Nacional da AF Braga subindo assim ao Campeonato de Portugal Prio. 
Na época de 2016/2017 a equipa conquistou o 1º lugar na Série A do Campeonato de Portugal Prio entrando assim na fase seguinte da prova (fase de subida à Segunda Liga). Nesta mesma série a equipa terminou no 2º lugar apurando-se assim para o play-off de subida à Segunda Liga.
Nesse play-off a equipa defrontou o Académico de Viseu, 17º classificado da Segunda Liga. A equipa do Merelinense acabou por sair derrotada por 2-0 e 1-0, respectivamente, falhando assim a oportunidade de subir à Segunda Liga portuguesa pela primeira vez na história do clube.
Hugo Balão, Kuku Fidelis, Xavi e Celso Sidney foram algumas das mais-valias do plantel do Merelinense F.C. na época de 2022/23.

## O Clube

### Classificações
| Escalão | 00/01 | 01/02 | 02/03 | 03/04 | 04/05 | 05/06 | 06/07 | 07/08 | 08/09 | 09/10 | 10/11 | 11/12 | 12/13 | 13/14 | 14/15 | 15/16 | 16/17 |
| ------- | ----- | ----- | ----- | ----- | ----- | ----- | ----- | ----- | ----- | ----- | ----- | ----- | ----- | ----- | ----- | ----- | ----- |
| 1º      | -     | -     | -     | -     | -     | -     | -     | -     | -     | -     | -     | -     | -     | -     | -     | -     | -     |
| 2º      | -     | -     | -     | -     | -     | -     | -     | -     | -     | -     | -     | -     | -     | -     | -     | -     | -     |
| 3º      | -     | -     | -     | -     | -     | -     | -     | 12º   | -     | 8º    | 11º   | 15º   | -     | -     | -     | -     | 2º    |
| 4º      | -     | -     | -     | -     | 8º    | 8º    | 2º    | -     | -     | 2º    | -     | -     | 10º   | -     | 6º    | 1º    | -     |
| 5º      | -     | -     | -     | -     | -     | -     | -     | -     | -     | -     | -     | -     | -     | -     | -     | -     | -     |

### Plantel 2017/2018
| Nº. |          | Posição | Jogador          |
| --- | -------- | ------- | ---------------- |
|     | Portugal | GR      | Rui Rêgo         |
|     | Portugal | GR      | Marcos           |
|     | Portugal | DF      | João André       |
|     | Portugal | DF      | Miguel Ângelo    |
|     | Portugal | DF      | José Vilaça      |
|     | Portugal | DF      | Miguel Fernandes |
|     | Portugal | DF      | Rodrigo Borges   |
|     | Portugal | DF      | Diogo Vila       |
|     | Portugal | MC      | Davide           |
|     | Portugal | MC      | Beck             |
|     | Senegal  | MC      | Zack             |

| Nº. |          | Posição | Jogador       |
| --- | -------- | ------- | ------------- |
|     | Portugal | MC      | Hélder Sousa  |
|     | Portugal | MC      | Luís Ferraz   |
|     | Portugal | MC      | João Vilela   |
|     | Portugal | AV      | Zé Diogo      |
|     | Portugal | AV      | Jorginho      |
|     | Portugal | AV      | Vítor Hugo    |
|     | Portugal | AV      | Pedro Pereira |
|     | Brasil   | AV      | Agdon Menezes |
|     | Portugal | AV      | Bruno Lopes   |
|     | Portugal | AV      | Tijane Reis   |

## Estádio
A equipa de futebol do Merelinense Futebol Clube disputa o seus jogos caseiros no Estádio João Soares Vieira.

## Marca do equipamento e patrocínio
A equipa de futebol utiliza equipamento da marca Lacatoni e tem o patrocínio de Sabseg

## Museu
No dia 30 de setembro de 2018, para celebrar o 80º aniversário do clube é inaugurado, pelo presidente da câmara Dr. Ricardo Rio, um museu com os troféus e distinções que o clube possui. 